# Ladislav Gádoši
Ladislav Gádoši (Alsókorompa, 1957. május 3. –) szlovák nemzetközi labdarúgó-játékvezető, sportvezető.

## Pályafutása

### Labdarúgóként
Labdarúgóként a FC Spartak Trnava egyesületben nevelkedett, ahol 19 éven keresztül sportolt.

### Labdarúgó-játékvezetőként

#### Nemzeti játékvezetés
1980-ban tette le a bíró vizsgát, 1985-ben országos minősítést kapott, 1986-ban I. Ligás játékvezető lett. Az aktív nemzeti játékvezetéstől 2003-ban vonult vissza.

#### Nemzetközi játékvezetés
A Szlovák labdarúgó-szövetség Játékvezető Bizottsága (JB) terjesztette fel nemzetközi játékvezetőnek, a Nemzetközi Labdarúgó-szövetség (FIFA) 1993-tól tartotta nyilván bírói keretében. Több nemzetek közötti válogatott és klubmérkőzést vezetett. A szlovák nemzetközi játékvezetők rangsorában, a világbajnokság-Európa-bajnokság sorrendjében a 3. helyet foglalja el 4 találkozó szolgálatával. Az aktív nemzetközi játékvezetéstől 2003-ban a FIFA 45 éves korhatárát elérve búcsúzott. Válogatott mérkőzéseinek száma: 8.

##### Európa-bajnokság
Az európai-labdarúgó torna döntőjéhez vezető úton Angliába a X., az 1996-os labdarúgó-Európa-bajnokságra az UEFA JB játékvezetőként foglalkoztatta.

##### 1996-os labdarúgó-Európa-bajnokság

###### Selejtező mérkőzés
| Időpont             | Helyszín                     | Mérkőzés típusa           | Mérkőzés               | Eredmény | Nézők száma |
| ------------------- | ---------------------------- | ------------------------- | ---------------------- | -------- | ----------- |
| 1994. október 12.   | Vasil Levski Stadion, Szófia | előselejtező (7. csoport) | Bulgária–Grúzia        | 2 : 0    | 45 000      |
| 1995. április 26.   | Dinamo Stadion, Minszk       | előselejtező (5. csoport) | Fehéroroszország–Málta | 1 : 1    | 6 915       |
| 1995. szeptember 6. | Friuli Stadion, Udine        | előselejtező (4. csoport) | Olaszország–Szlovénia  | 1 : 0    | 18 532      |

##### 2000-es labdarúgó-Európa-bajnokság

###### Selejtező mérkőzés
| Időpont           | Helyszín                 | Mérkőzés típusa           | Mérkőzés           | Eredmény | Nézők száma |
| ----------------- | ------------------------ | ------------------------- | ------------------ | -------- | ----------- |
| 1999. október 10. | Hadsereg Stadion, Szófia | előselejtező (5. csoport) | Bulgária–Luxemburg | 3 : 0    | 4 000       |

## Sportvezetőként
Az aktív játékvezetést befejezve UEFA JB ellenőrként tevékenykedik. A Szlovák Labdarúgó Szövetség (SFA) az alelnöke. 2010. szeptembertől a nyugati Labdarúgó-szövetség elnöke.

## Szakmai sikerek
1994-ben az I. Liga az Év játékvezetőjének választotta.

## Magyar vonatkozás
| Időpont          | Helyszín             | Mérkőzés típusa          | Mérkőzés           | Eredmény | Nézők száma |
| ---------------- | -------------------- | ------------------------ | ------------------ | -------- | ----------- |
| 1994. március 9. | Népstadion, Budapest | 681. válogatott mérkőzés | Magyarország–Svájc | 1 : 2    | 7 000       |